# Blaar (medisch)
Een blaar of blein (in België) (Latijn: bulla) is een holte in of onder de opperhuid, waarin vocht zit. In de efflorescentieleer van de dermatologie worden blaren onderscheiden van vesikels: vesikels zijn kleiner dan 1 cm, blaren groter. Dit onderscheid kan helpen om ziektes te herkennen. Veel blaren worden veroorzaakt door extreme verhitting of afkoeling van de huid of door aanhoudende druk of wrijving. In het eerste geval spreekt men van een brandblaar, in het tweede geval gewoon van een blaar, of soms ook wel drukblaar. Er zijn echter nog meer huidaandoeningen waarbij blaren kunnen voorkomen.

## Brandblaren

### Oorzaken
Brandblaren ontstaan door contact van de huid met hete gassen, vloeistoffen of andere materialen. Extreme koude, zoals aanraking van vloeibare stikstof, heeft hetzelfde effect op de huid als hitte. Ook sterk bijtende chemicaliën kunnen brandblaren veroorzaken wanneer ze met de huid in aanraking komen.
Een brandblaar is een tweedegraadsverbranding. Er vormt zich vocht tussen de opperhuid en de lederhuid. Deze blaarvorming is over het algemeen vrij pijnlijk. Wanneer grote oppervlakken verbrand zijn, is de pijn vaak extreem. Belangrijk is dat, hoewel een deel van de huid is vernietigd, er toch nog delen van de opperhuid gaaf zijn gebleven. Hierdoor kan er na loslating van de wondkorstjes uit zichzelf nieuwe huid over de wond groeien. De genezing duurt, afhankelijk van de diepte van de brandwond, enkele dagen tot vier of vijf weken. De haarwortels en zweetkliertjes liggen diep in de huid. Zolang slechts een deel hiervan behouden blijft, is wondgenezing mogelijk. Wel ligt het gevaar van wondinfectie op de loer. Indien dit gebeurt kan de oorspronkelijk intact gebleven huid toch nog verwoest worden, waardoor vorming van nieuwe huid wordt verhinderd. Indien dit gebeurt zijn de vooruitzichten zeer ongunstig.
Brandblaren, hoe groot of klein ook, kan men het beste afdekken – zolang de blaar intact blijft kan er namelijk geen infectie optreden. Gaat de blaar toch stuk, zoals bij grote blaren op dunne huid haast onvermijdelijk is, dan is het afdekken met een steriel gaasje aan te raden om een infectie te voorkomen.

## Drukblaren
Drukblaren ontstaan meestal door langdurige of hevige wrijving van de huid. Dit kan bijvoorbeeld veroorzaakt worden door slecht zittende kleding tijdens intensieve beweging zoals sporten, of door intensief gebruik van gereedschappen waarbij veel kracht gezet moet worden. In dit laatste geval zal de blaar zich vrijwel altijd in de handen vormen. Het meest komen wellicht blaren op de voeten voor, die veroorzaakt worden door hetzij verkeerd zittende (of nieuwe, niet ingelopen) schoenen, hetzij door een lange wandeling.
Drukblaren zijn vrijwel altijd klein en slechts lokaal aanwezig. Levensbedreigend zijn zij zonder infectie nooit, maar bij mensen met diabetes mellitus kan het raadzaam zijn om de blaar te laten behandelen door pedicure of huisarts.

### Behandeling
In tegenstelling tot brandblaren mogen drukblaren wel worden doorgeprikt; noodzakelijk is dit echter niet. In het algemeen wordt dit alleen gedaan als de zwelling die het gevolg is van de blaar, overlast veroorzaakt. Wel is het belangrijk dat bij het doorprikken de kans op infecties zo klein mogelijk wordt gehouden. Daarvoor gebruikt men een steriele naald. Algemeen raadt men aan een (druk)blaar ongemoeid te laten zolang deze niet openscheurt (of pijn veroorzaakt). Wanneer dit gebeurt, kan best met een wondschaartje de losgekomen huid worden afgeknipt om een mooie, vlakke wondrand te verkrijgen, waarna een wond- of blaarpleister wordt aangebracht. Belangrijk is wel te onthouden dat een open(gescheurde) blaar makkelijker infecteert dan een gesloten blaar.
Doorprikken van een bloedblaar wordt afgeraden, omdat de kans op infectie dan groter is, en het bloeden ook lastig is te stoppen.

## Onvolledig overzicht van huidaandoeningen met blaren
- Autoimmuun bulleuze dermatosen
  - Pemphigus vulgaris
  - Bulleus pemfigoïd of varianten (lineaire IgA-dermatose, pemphigus gestationis)
  - Dermatitis herpetiformis
  - Epidermolysis bullosa acquisita

- Inflammatoire dermatosen met (soms) blaren
  - (Bulleuze) Systemische lupus erythematodes (SLE)
  - Porphyria cutanea tarda en pseudoporfyrie
  - Acuut eczeem (contactallergie, fytofotodermatitis)
  - Leukocytoclastische vasculitis
  - Erythema multiforme
  - Geneesmiddelenreactie

- Infectie
  - Krentenbaard (Impetigo)
  - Wondroos
  - Cellulitis
  - Herpes geeft vooral vesikels (blaren < 1cm), maar kan blaren geven.
  - Staphylococcal scalded-skin syndrome
  - Dracunculiasis of Guineawormziekte door rondwormen
- Genetische bulleuze dermatosen
  - Epidermolysis bullosa (alle vormen)
  - Syndroom van Kindler

- Blaren blijken vaker voor te komen bij
  - Oedeem
  - Diabetes mellitus
  - Coma